# El Castillo, Guanajuato
El Castillo är en bondby i Mexiko.   Den ligger i kommunen Apaseo el Grande och delstaten Guanajuato, i den centrala delen av landet, 190 km nordväst om huvudstaden Mexico City. El Castillo ligger 1 830 meter över havet och antalet invånare är 2 016.
Terrängen runt El Castillo är huvudsakligen platt, men söderut är den kuperad. Runt El Castillo är det tätbefolkat, med 849 invånare per kvadratkilometer. Närmaste större samhälle är Santiago de Querétaro, 10,9 km öster om El Castillo. Omgivningarna runt El Castillo är en mosaik av jordbruksmark och naturlig växtlighet.